# Голита
Голита (англ. Goleta) — прибрежный город в округе Санта-Барбара в штате Калифорния в Соединённых Штатах Америки.
Согласно данным переписи населения США 2020 года число жителей города 
составляло 32 690 человек, что, для такого небольшого населённого пункта, существенно больше (+ 9.4%), чем было во время предыдущей переписи проводившейся в 2010 году (29 888 человек).

## История
В доколумбову эпоху на этих землях жили коренные американцы из народа чумаши.
Первым известным европейцем посетившим этот район стал в 1542 году испанский мореплаватель Хуан Родригес Кабрильо.
В конце XIX — начале XX века Голита была в основном сельскохозяйственным сообществом и славилась выращенными здесь лимонами. 

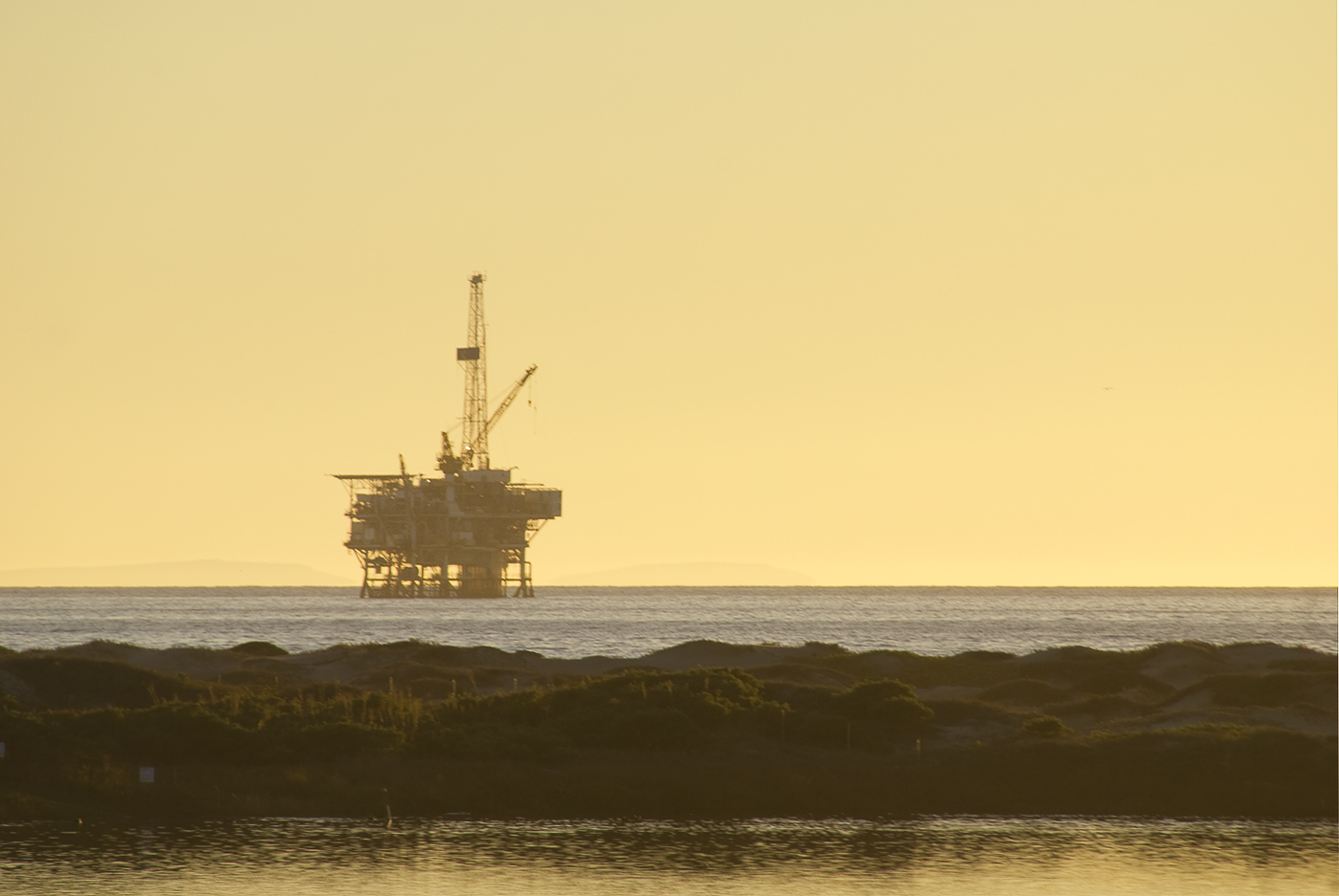
Нефтяная вышка

В 1942 году, в ходе Второй мировой войны одна из японских подводных лодок обстреляла нефтяное месторождение Эллвуд, после чего в экстренном порядке был построен военный аэродром для защиты побережья. Ныне это гражданский аэропорт обслуживающий небольшие частные самолёты. 
В 1954 году Калифорнийский университет в Санта-Барбаре занял часть бывшей авиабазы. Вместе с бумом в аэрокосмической отрасли характер экономики сообщества изменился с аграрно-сельскохозяйственного на высокотехнологичный. Кроме того, благодаря более доступным ценам на недвижимость, Голета стала и спальным районом для соседней Санта-Барбары.
1 февраля 2002 года поселение было инкорпорировано и включено в реестр штата Калифорния, благодаря чему некорпоративное сообщество  официально получил статус города.
30 января 2006 года Дженнифер Сан-Марко (англ. Jennifer San Marco) убила пятерых сотрудников Почтовой службы США в почтовом отделении, где она ранее работала, после чего застрелилась сама. Этот инцидент по сей день считается в США самым смертоносным случаем стрельбы на рабочем месте, когда-либо совершенным женщиной.

## География
Голита находится недалеко от кампуса Калифорнийского университета в Санта-Барбаре. 
Согласно данным представленным Бюро переписи населения США, общая площадь города составляет 26,4 квадратных мили (68 км2), из которых 26,3 квадратных мили (68 км2) приходится на сушу, а 0,1 квадратных мили (0,26 км2 или 0,38%) приходится на водную поверхность.

## Климат
По данным представленным Национальной метеорологической службой США в Голите средиземноморский климат, на который влияют морские ветры с Тихого океана, с умеренными средними температурами. Из-за кратковременных ветров с внутренних территорий самая высокая температура за всю историю наблюдений составляет 109 °F (43 °C), а самая низкая — 20 °F (−7 °C). Это относительно большой температурный диапазон для прибрежного города.
Холодные дни и теплые ночи редки. Самая низкая максимальная температура за всю историю наблюдений составила 45 °F (7 °C) в 1949 году, а среднегодовая температура между 1991 и 2020 годами составила 54 °F (12 °C). Самая тёплая измеренная ночь — 81 °F (27 °C) во время резкого потепления в 1979 году, на целых 10 °F (5,6 °C) теплее, чем вторая самая теплая ночь за всю историю наблюдений. В течение обычного года самая теплая ночь составляет 65 °F (18 °C).